# IC 3136
IC 3136 — галактика типу SBc () у сузір'ї Діва.
Цей об'єкт міститься в оригінальній редакції індексного каталогу.